# Jonna Sohlmér
Jonna Sohlmér, Jonna Helena Sohlmér, född 22 september 1983, svensk barnskådespelare.
Jonna tog en jur.kand. på Lunds universitet 2007. Hennes examensarbete handlade om arbetstagares brottslighet som laga grund för avsked.
Jonna har kämpat med ett gravt heroinmissbruk och har nu underhållsbehandling. Hon är även väldigt aktiv i narkotikadebatten och är en av medförfattarna till antologin "Dogmer som dödar." utgiven på Verbal förlag.

## Filmografi
- 1996 - Lilla Jönssonligan och cornflakeskuppen - Doris
- 1997 - Lilla Jönssonligan på styva linan - Doris